# 2-й Красносельский переулок
Второ́й Красносе́льский переу́лок — улица в центре Москвы в Красносельском районе от Верхней Красносельской улицы.

## Происхождение названия
Назван по примыканию к Красносельской улице.

## Описание
2-й Красносельский переулок начинается от Верхней Красносельской улицы напротив Большого Краснопрудного тупика, проходит на северо-восток параллельно 1-му Красносельскому переулку, затем прерывается на Гавриковой улице (часть Третьего транспортного кольца), возобновляется за кольцом и заканчивается тупиком не доходя до железнодорожной соединительной линии.

## Здания и сооружения

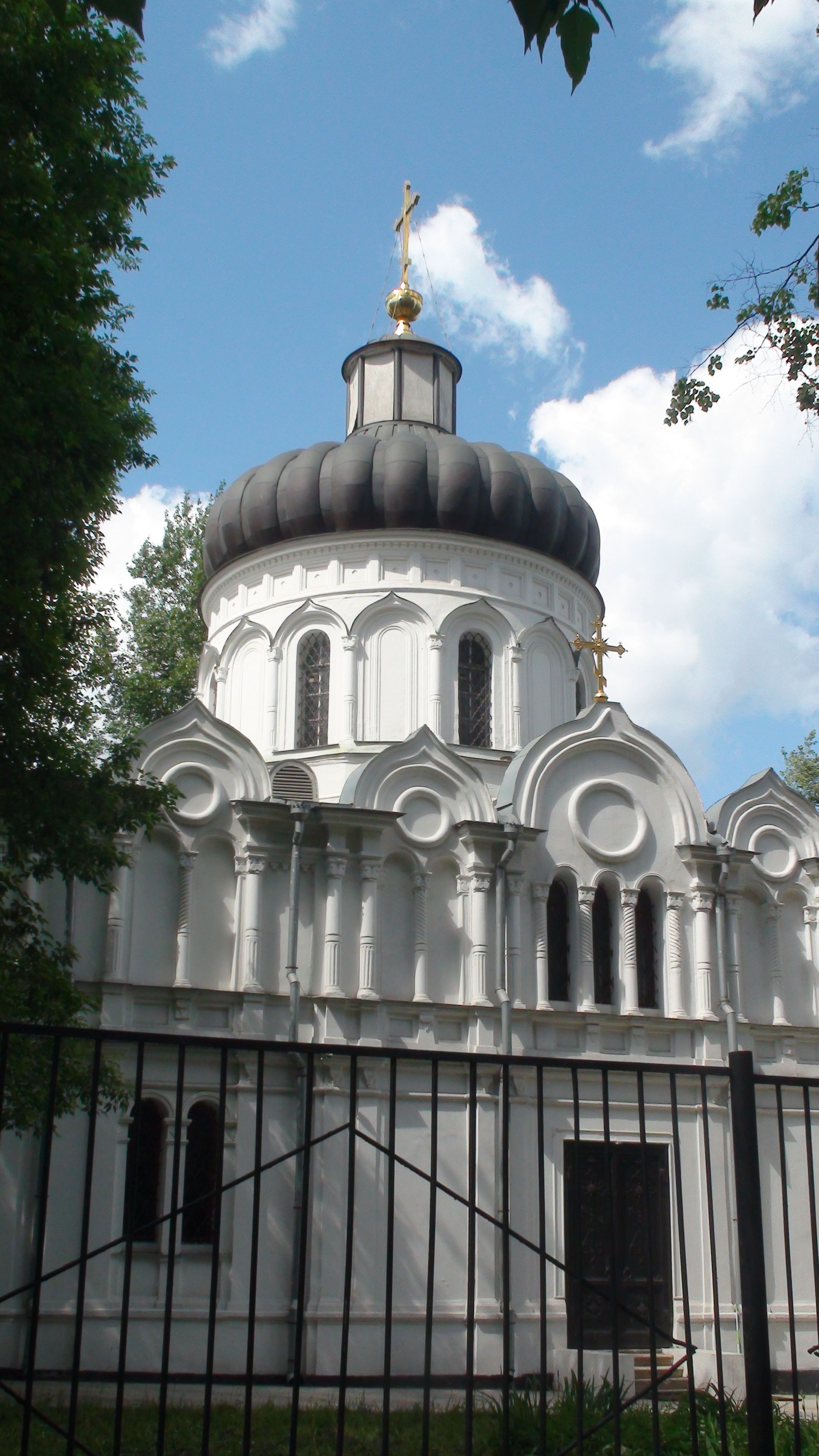
Храм Алексия человека Божия в Красном селе

В 1904 году в переулке появился частный музей, построенный художником-декоратором московской конторы императорских театров Иваном Гринёвым. Здание в семь залов предназначалось специально для коллекции живописи, которую он начал собирать ещё в 1870-х годах руководствуясь, в том числе, советами своих коллег — Константина Коровина и Александра Головина. После революции холсты, смотанные в рулоны, были спрятаны на чердаке, где хранились до 1949 года, когда были перевезены наследниками в их квартиру на Арбат. Сам дом позднее был снесён.

### По нечётной стороне
- № 3 — Ново-Алексеевский монастырь, Храм Алексия человека Божия в Красном селе.

### по чётной стороне
- № 2 — Московская школа фотографии и мультимедиа имени А. Родченко.
- № 18 — школа № 1305.